# Semester

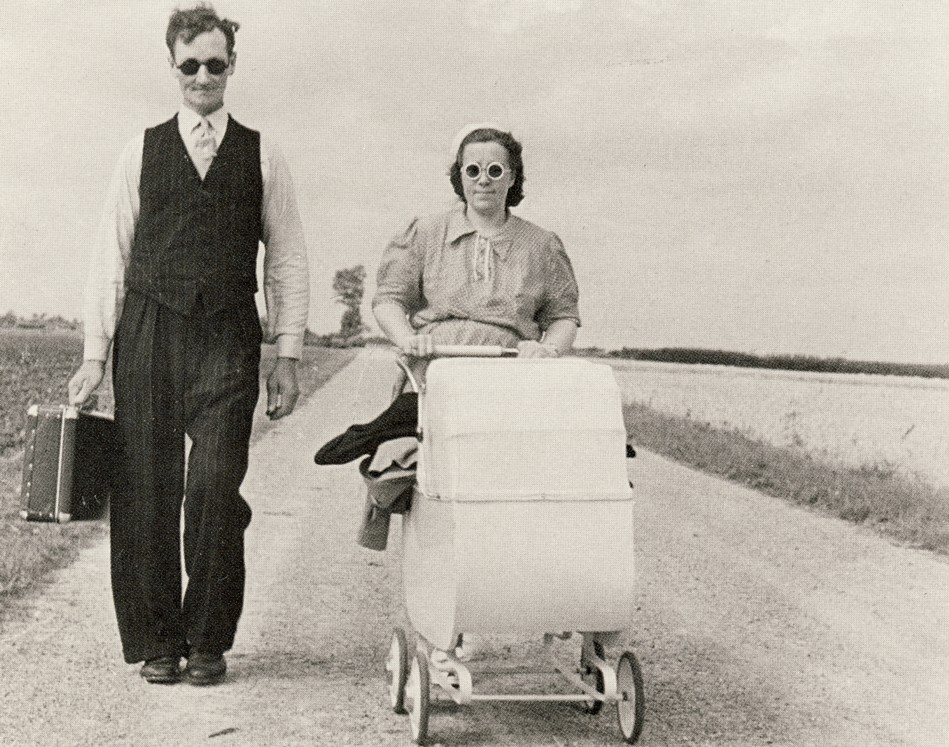
Gunnar Lundh: "Hem från semestern." (1939)

Semester är ledighet som beviljas av en arbetsgivare till en arbetstagare. Den kan vara betald eller obetald. I många länder finns en lagstadgad semester för de flesta arbetstagare. Ordet ferie förekommer också, ofta i plural, för längre ledighet eller skollov.

## Ursprunglig betydelse
Ordet "semester" kommer från latinska seméstris, vilket i sin tur består av se, sex, och ménsis, månad.
I det forntida Rom var innehavstiden för vissa ämbeten begränsad till sex månader, och ordet semester betyder därför i många länder samma sak som svenska ordet termin. I Frankrike skrivs ordet semestre och syftade på 1700-talet på den tjänstledighet en officer hade .

## Svensk betydelse

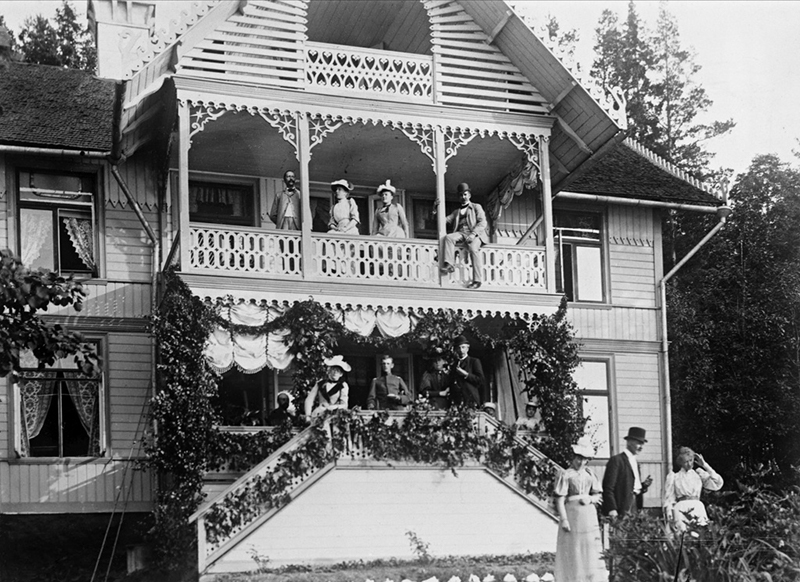
Människor i sommarhus i Uppland i slutet av 1800-talet.

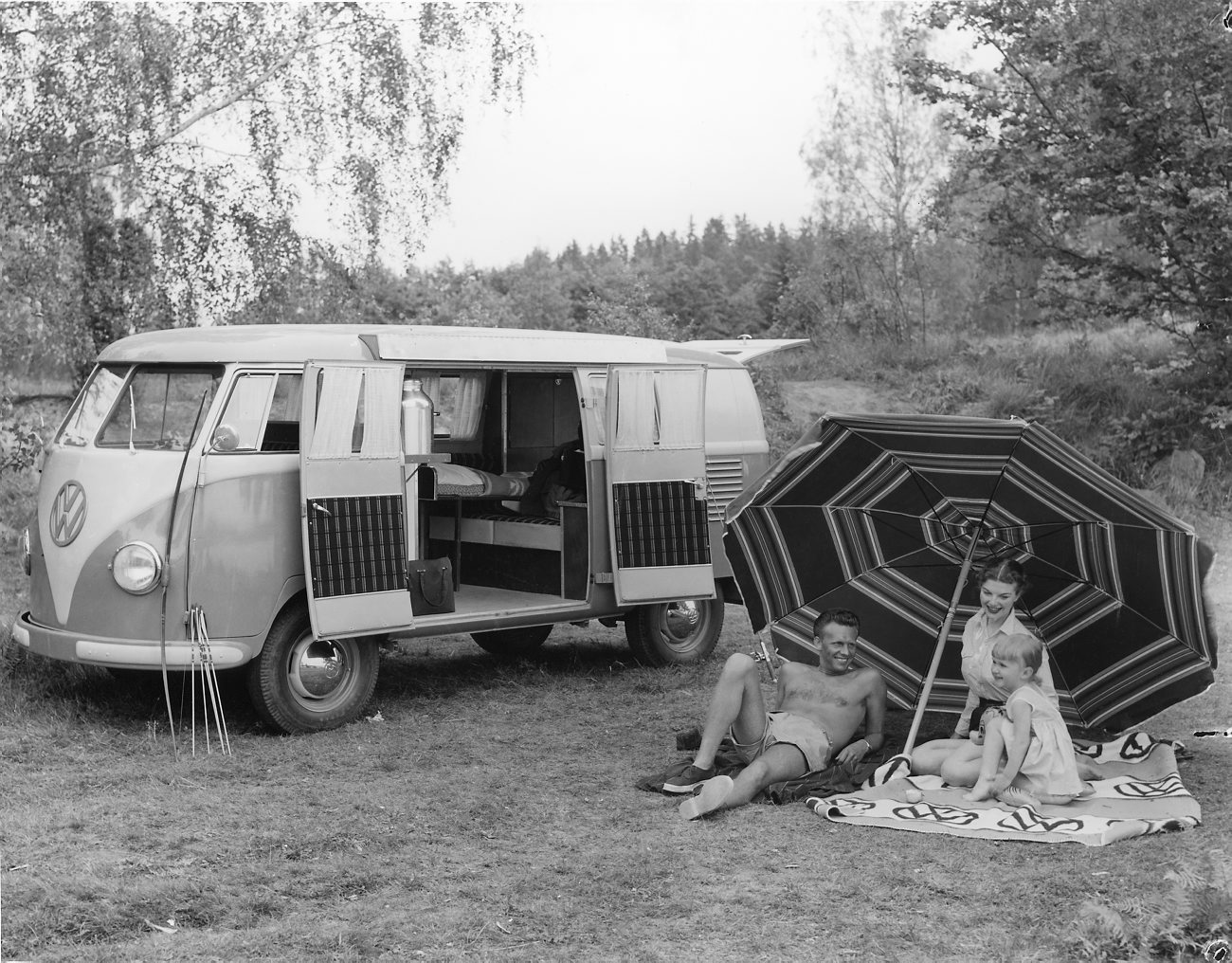
Campingsemester med en Volkswagenbuss.

Semester är avtalad ledighet under ett visst antal av årets dagar. Semester kan vara lagstiftad, ett resultat av kollektivavtal eller vara fritt avtalad mellan arbetsgivare och arbetstagare, och kan resultera i att semesterersättning betalas ut. I vardagligt tal används ordet även om själva semesterresan många åker på under till exempel sommaren eller skolornas sportlov.
Uttrycket industrisemester syftar på den period i juli då en stor mängd av landets industrier stängde ner för samtidig semester enligt överenskommelse med fackföreningarna. Oftast veckorna 27-30, efter införandet av 1963 års semesterlag. Denna arrangerade ledighet ledde till en märkbar minskning av folktätheten i städerna och en motsvarande ökning vid populära turistmål, campingplatser etc. 
Begreppet kom att hålla i närmare 4 decennier. Under slutet av 1990-talet och början av 2000-talet började industrisemestern gradvis fasats ut i takt med att nya produktionsmetoder och globalisering kräver att företag håller verksamheten igång året om. Dessutom tillkom det faktum att många arbetstagare efterfrågade möjligheten att kunna ha semester andra tider på året. Ännu idag (2024) är det dock semesterlagen som gäller, vilket innebär att en ansökan om semester mellan 1 september och 31 maj enbart kan beviljas av arbetsgivaren. Det finns inget lagstöd för något annat, och få kollektivavtal (om ens några) ger heller någon sådan möjlighet.

## Svenska semesterregler
I Sverige är lagstadgad semester 25 arbetsdagar. Lagen är dock dispositiv och det är därför tillåtet att avtala längre semester än vad lagen anger som minimikrav.

### 1938 års semesterlag
Semester lagstadgades i Sverige år 1938 (SFS 1938:287). Då fick alla arbetare rätt till två veckors betald semester per år. Enligt 1938 års semesterlag var semestern dock högst 12 vardagar per år (veckoarbetstiden fördelades på 6 dagar per vecka och endast söndagen var ledig). 

### 1945 års semesterlag
1945 års semesterlag (SFS 420/45) förbättrade förmånerna på flera punkter, men ännu gällde högst 12 vardagar per år.
1946 ändrades lagen så att ungdomar under 18 år fick rätt till tre veckors semester. Genom en lag om förlängd semester för vissa arbetare med särskilt pressande eller hälsofarligt arbete utsträcktes semestern även till tre veckor för gruvarbetare, nattarbetare och mörkrumsarbetare. För arbetare med radiologiskt arbete bestämdes semestertiden till sex veckor. Förlängningen för dessa grupper motiverades med arbetarskyddssynpunkter.
1951 utvidgades lagen (SFS 303/51) om tre veckors semester till att gälla alla arbetare. De särskilda förmånerna för ungdomar, gruvarbetare, nattarbetare och mörkrumsarbetare föll således bort. Genom en särskild lag tillförsäkrades dock arbetare med radiologiskt arbete fortsatt rätt till sex veckors semester.

### 1963 års semesterlag
1963 infördes en ny semesterlag med rätt till fyra veckors semester (motsvarande 24 dagars semester eftersom veckoarbetstiden då fördelades på 6 dagar per vecka). Samtidigt infördes en procentmetod för beräkning av semesterlön .
Under 1970-talet fick även hembiträden i Sverige fick rätt till semester. 

### 1978 års semesterlag
1978 infördes lag (SFS 1977:480) om fem veckors semester, vilket motsvarade 25 dagar eftersom veckoarbetstiden numera fördelades på endast 5 dagar per vecka. Möjlighet infördes att spara viss del av den intjänade ledigheten till kommande år.
1991 infördes lag om 27 dagar semester.
1994 återgick semesterrätten till fem veckor, det vill säga 25 dagar.

### Semesterns längd
Längden på den lagstiftade semestern har alltid varit en miniminivå. Många har i dag semestrar på sex eller sju veckor. På samma sätt förekom det att man hade semester även innan den blev lagstadgad 1938, även på mera lågavlönade arbeten. Utökningen till fem veckor kom på initiativ av TCO och LO som ogillade den betydande spridning i semesterförmånerna som fanns. Lars-Åke Åström, generaldirektör vid Riksförsäkringsverket började i januari 1974 en enmansutredning som 1976 ledde till förslaget om fem veckors semester.
Samtidigt som rätten till semester utökats har arbetstiden minskats.

## Internationella semesterregler

### Europeiska unionen
Alla EU-länder har minst fyra veckors betald semester, i enlighet med arbetstidsdirektivet. Undantag kan dock förekomma för enskilda yrkesgrupper.

### Utanför Europeiska unionen
USA är det enda landet i den rika världen utan lagstadgad semester. Många arbetsgivare i USA erbjuder ändå viss semester. Enligt statistik från 2018 var det 23 procent i USA som inte hade någon semester. Skillnaden var stor mellan hög- och lågavlönade. Enligt samma statistik var det ungefär 40 procent i USA som inte tog ut alla sina erbjudna semesterdagar.

## Frimester
Frimester, bildat av "fri" och "semester", är ett av Språkrådets nyord 2009 och innebär att ha semester utan att använda mobiltelefon eller e-post kopplad till arbetet. Vissa förespråkare för hemester poängterar vikten av att samtidigt ta frimester och skapa ramar så ledighet, och inte hushållsarbete, dominerar.[källa behövs]